# Принцезини дневници 2: Краљевска веридба
Принцезини дневници 2: Краљевска веридба (енгл. The Princess Diaries 2: Royal Engagement) је амерички романтично-хумористички филм из 2004. и наставак филма Принцезини дневници из 2001. За разлику од првог филма, овај филм није базиран ни на једној књизи.
Већина глумаца се вратило из првог филма, као што су Џули Ендруз, Ен Хатавеј, Хектор Елизондо, Хедер Матарацо и Лери Милер. Гери Маршал се вратио као редитељ и Дебра Мартин Чејс као продуценткиња. Нови ликови су виконт Мабри (Џон Рис Дејвис), лорд Николас Девераукс (Крис Пајн, његов филмски деби) и Ендру Џејкоби (Калум Блу).
Упркос томе што није био критички успешан, филм је зарадио 134,7 милиона америчких долара. Наставак је тренутно у фази развоја.

## Радња
Тамо где се завршава филм Принцезини дневници, тек почиње забава за Мију која је спремна да преузме улогу принцезе Женовије. Али, чим се усели у краљевску палату са својом прелепом и мудром баком, краљицом Кларис, она сазнаје да су њени дани принцезе одбројани—Мија мора да се опрости од тијаре и одмах преузме круну. Као да припрема за улогу принцезе није била довољна, Мија је суочена са највећим изазовом до сада—закони Женовије налажу да принцеза мора да буде удата пре крунисања и Мија је суочена са парадом удварача од којих сваки жели да постане њен краљ.

## Улоге
| Глумац          | Улога             |
| --------------- | ----------------- |
| Ен Хатавеј      | Мија Термополис   |
| Џули Ендруз     | Кларис Реналди    |
| Хектор Елизондо | Џо                |
| Џон Рис Дејвис  | виконт Мабри      |
| Хедер Матарацо  | Лили Московиц     |
| Крис Пајн       | Николас Девераукс |
| Калум Блу       | Ендру Џејкоби     |
| Керолајн Гудол  | Хелен Термополис  |
| Кетлин Маршал   | Шарлот Катвеј     |
| Том Постон      | лорд Палимор      |
| Рејвен-Симон    | принцеза Асана    |
| Лери Милер      | Паоло Путанеска   |
| Метју Вокер     | капетан Кип Кели  |
| Шија Кари       | Бриџит            |
| Ана А. Вајт     | Бриџита           |
| Кеси Роувел     | Оливија           |
| Ерик Брег       | Лајонел           |
| Шон О’Брајан    | Патрик О’Конел    |
| Скот Маршал     | Шејдс             |
| Абигејл Бреслин | Каролина          |
| Стен Ли         | камео наступ      |
| Џони Блу        | себе              |